# カピロターダ

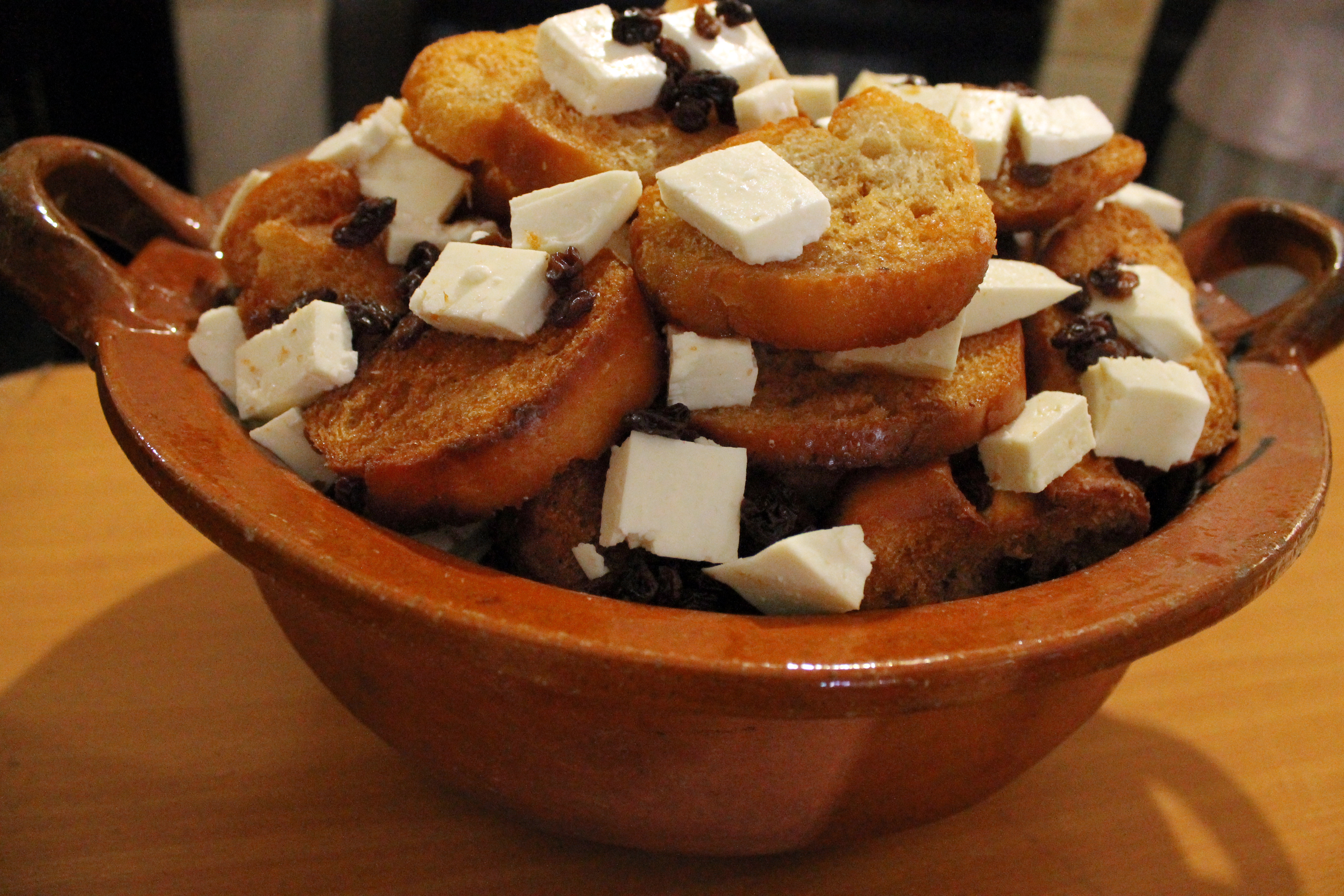
カピロターダ

カピロターダ（スペイン語：Capirotada）とは、メキシコとアメリカ合衆国のニューメキシコ州で作られる、ブレッドプディングに似た菓子である。なお、片仮名表記ではカピロタダと書かれる場合もあるものの、本稿では、以降カピロターダに表記を統一する。

## 概要

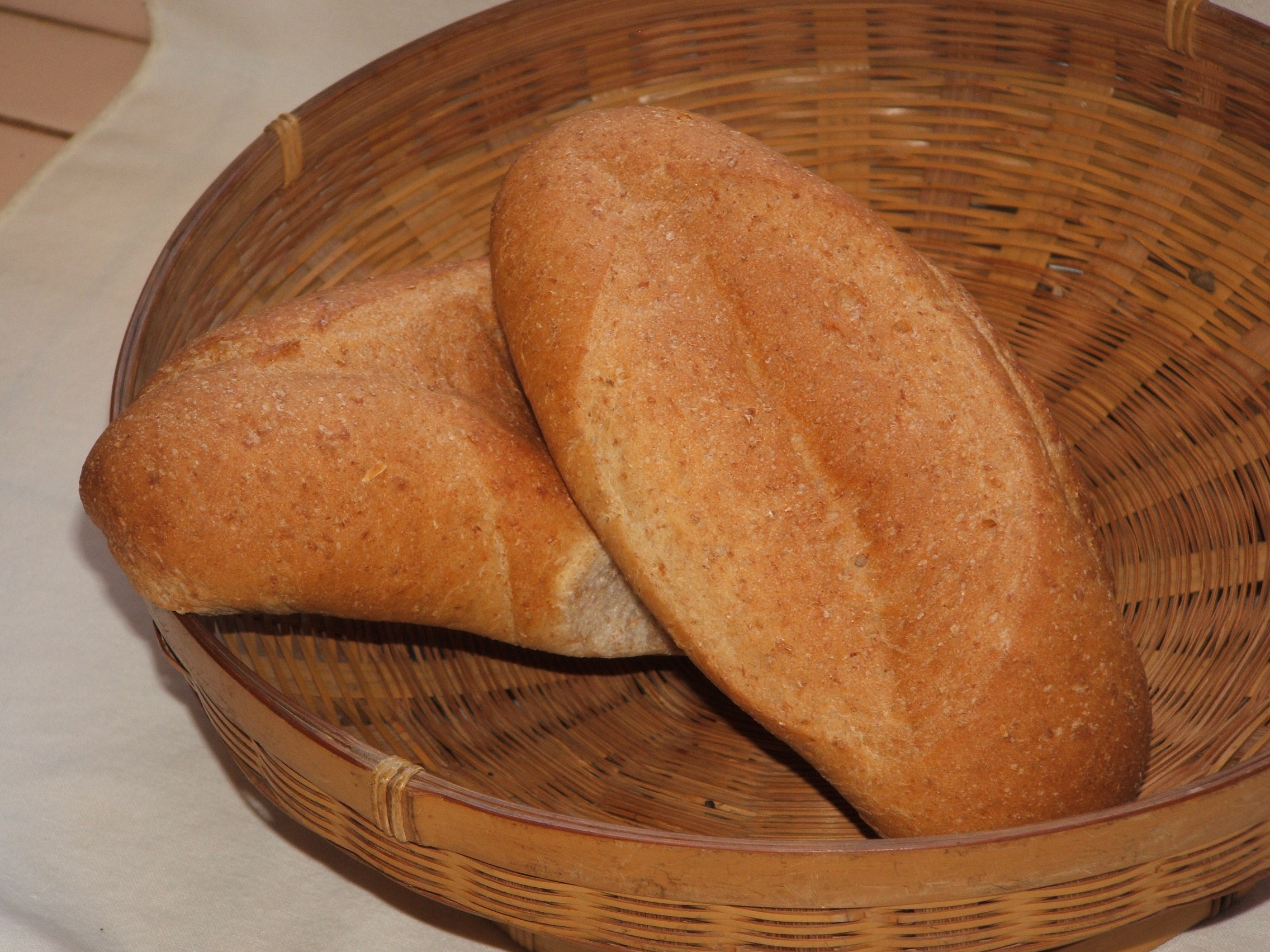
パン・ボリージョ

カピロターダは、しばしばブレッドプディングに似たパンを材料の1つとして使う菓子と説明される。材料として使用するパンとしては、メキシコではパン・ボリージョ（pan bolillo）またはパン・フランセス（pan francés）と呼ばれる歯ごたえのあるパンを材料として使うのが正式とされている。しかし、バゲット（細い棒状のフランスパン）のような、食感が似た他のパンを使用したり、生地に鶏卵を含む、ペチューガ（pechuga）やピコン（picón）という柔らかいパンを使用する例やトルティーヤを底に敷く例もある。この他にピロンシーヨ（piloncillo）という黒砂糖で作るシロップ、果物、ナッツ類、香辛料などが用いられる。このうち果物は、時々生の果物を使う場合もあるものの、通常は乾燥させた果物（ドライフルーツ）を使用する。特に、レーズンは後述の宗教的な意味においても重要な材料とされる。その他、リンゴ、ナツメヤシの実、アンズ、アシトロン（acitrón、フェロカクタス属などのサボテンの砂糖漬け）、プランテン、グアバ、トマトなどが使用されることがある。ナッツ類はラッカセイ、ペカンの実、アーモンド、クルミ、松の実などが使用される。香辛料は、シナモンやクローブ、ナツメグ、イチジクの葉などが使用されるが、このうちシナモンは宗教的な意味を持つスティック状のシナモンが使われる。これら以外の材料としては、やはり宗教的な意味を持つ熟成されたチーズが加えられる。チーズの代わりに牛乳を使うこともある。チーズはメキシコではペコリーノ・ロマーノに似たケソ・アニェーホ（queso añejo）、ニューメキシコでは黄色いアメリカンチーズ（American cheese）やロングホーンチーズ（コルビーチーズの一種）、モンテレージャックチーズが使われる。ニューメキシコ州では黒砂糖のシロップの代わりにカラメルソースを使うことが多い。カピロターダはこれら様々な材料を合わせ、オーブンで焼き上げて作られる。
なおメキシコでは、少しだけ作るのではなく、沢山作って大皿に盛り付けて、皆で取り分けて食べることが多い。

## 宗教的意味
メキシコのカピロターダは、主にキリスト教の四旬節の時期に食べられることで知られている。伝統的には、セマナ・サンタ（Semana Santa、聖週間）と呼ばれる、キリスト教の復活祭の前の1週間にメキシコで作られてきた菓子で、復活祭の二日前にあたる聖金曜日（イエス・キリストの受難と死の記念日）に供される料理の一つである。
カピロターダの材料は、キリストの受難に関係する品々に喩えられている。すなわち、パンはキリストの身体、シロップ（レシピによってはワインに砂糖を加えて作られることもある）はキリストの血液、レーズンは十字架に打ちつけられた釘、シナモンスティックは十字架を作った木材、溶けたチーズはキリストの遺体を包んだ布（聖骸布）、と言った具合である。
なお、現在一般的に作られるカピロターダの材料や作り方には、かつてとは変更された部分なども存在している。しかし、上記のようにキリスト教と深く結び付いていることもあって、メキシコでは、キリスト教関連施設がカピロターダの古いレシピを記録として残している。

## 類似の菓子
メキシコには欧米諸国の影響を受けた様々な味付けの菓子も存在するが、メキシコの伝統的な菓子の中には、カピロターダのような黒砂糖とシナモンを味付けに使用した菓子がしばしば見られる。例えば、カピロターダと似た菓子として知られるブレッドプディングは、メキシコでも家庭で一般的に作られる菓子の1つだが、味付けにやはり黒砂糖とシナモンが使われることがある。

## 主な参考文献
- 渡辺 庸生 『魅力のメキシコ料理』 旭屋出版 2002年2月5日発行 ISBN 4-7511-0299-0
- "Capirotada recipes." The Houston Chronicle. Feb 4, 2008.